# Luis Alcoriza
Luis Alcoriza (Badajoz, 5 settembre 1921 – Cuernavaca, 3 dicembre 1992) è stato un regista cinematografico, sceneggiatore e attore spagnolo.
Stabilitosi in Messico, collaborò alla stesura di canovacci cinematografici.
Nel 1949 incontrò Luis Buñuel, col quale lavoro per molto tempo.

## Filmografia

### Sceneggiatore
- El ahijado de la muerte, regia di Norman Foster (1946)
- Una extraña mujer, regia di Miguel M. Delgado (1947)
- Nocturno de amor, regia di Emilio Gómez Muriel (1948)
- Enrédate y verás, regia di Carlos Orellana (1948)
- Flor de caña, regia di Carlos Orellana (1948) anche attore
- Negra consentida, regia di Julián Soler (1949)
- Los amores de una viuda, regia di Julián Soler (1949)
- Il grande teschio (El gran calavera), regia di Luis Buñuel (1949) anche attore
- Un cuerpo de mujer, regia di Tito Davison (1949)
- Tú, solo tú, regia di Miguel M. Delgado (1950) anche attore
- La liga de las muchachas, regia di Fernando Cortés (1950) anche attore
- Hipólito, el de Santa, regia di Fernando de Fuentes (1950)
- Yo quiero ser hombre, regia di René Cardona (1950)
- Mala hembra, regia di Miguel M. Delgado (1950)
- Si me viera don Porfirio, regia di Fernando Cortés (1950)
- Huellas del pasado, regia di Alfredo B. Crevenna (1950)
- I figli della violenza (Los olvidados), regia di Luis Buñuel (1950)
- Si usted no puede, yo sí, regia di Julián Soler (1951)
- Una gringuita en México, regia di Julián Soler (1951)
- El siete machos, regia di Miguel M. Delgado (1951)
- La figlia dell'inganno (La hija del engaño), regia di Luis Buñuel (1951)
- Los enredos de una gallega, regia di Fernando Soler (1951)
- Canasta uruguaya, regia di René Cardona (1951)
- Anillo de compromiso, regia di Emilio Gómez Muriel (1951)
- La miel se fue de la luna, regia di Julián Soler (1952)
- Carne de presidio, regia di Emilio Gómez Muriel (1952)
- Se le pasó la mano, regia di Julián Soler (1952)
- Il bruto (El bruto), regia di Luis Buñuel (1953)
- Lui (El), regia di Luis Buñuel (1953)
- La isla de las mujeres, regia di Rafael Baledón (1953)
- No te ofendas, Beatriz, regia di Julián Soler (1953)
- Gitana tenías que ser, regia di Rafael Baledón (1953)
- L'illusione viaggia in tranvai (La ilusión viaja en tranvía), regia di Luis Buñuel (1954)
- La visita que no tocó el timbre, regia di Julián Soler (1954)
- Sombra verde, regia di Roberto Gavaldón (1954)
- Il fiume e la morte (El río y la muerte), regia di Luis Buñuel (1955)
- ...Y mañana serán mujeres, regia di Alejandro Galindo (1955)
- La vida no vale nada, regia di Rogelio A. González (1955)
- El rey de México, regia di Rafael Baledón (1956)
- El inocente, regia di Rogelio A. González (1956)
- La selva dei dannati (La mort en ce jardin), regia di Luis Buñuel (1956)
- Morir de pie, regia di Rafael Baledón (1957)
- A media luz los tres, regia di Julián Soler (1958)
- Escuela de rateros, regia di Rogelio A. González (1958)
- El cariñoso, regia di Rafael Baledón (1959)
- Me gustan valentones!, regia di Julián Soler (1959)
- El hombre del alazán, regia di Rogelio A. González (1959)
- La fièvre monte à El Pao, regia di Luis Buñuel (1959)
- El hambre nuestra de cada día, regia di Rogelio A. González (1959)
- La tijera de oro, regia di Benito Alazraki (1960)
- El esqueleto de la señora Morales, regia di Rogelio A. González (1960)
- Bala perdida, regia di Chano Urueta (1960)
- Guantes de oro, regia di Chano Urueta (1961)
- Suicídate mi amor, regia di Gilberto Martínez Solares (1961)
- L'angelo sterminatore (El ángel exterminador), regia di Luis Buñuel (1962)
- Romeo contra Julieta, regia di Julián Soler (1968)
- ¡Persiguelas y... alcanzalas!, regia di Raúl de Anda Jr. e Raúl de Anda (1969)
- Trampa para un cadáver, regia di Francisco del Villar (1969)
- Pancho Tequila, regia di Miguel M. Delgado (1970)
- La chamuscada (Tierra y libertad), regia di Alberto Mariscal (1971)
- Departamento de soltero, regia di René Cardona Jr. (1971)
- En la trampa, regia di Raúl Araiza (1979)
- Tres mujeres en la hoguera, regia di Abel Salazar (1979)
- Siete mil días juntos, regia di Fernando Fernán Gómez (1994)
- Pesadilla para un rico, regia di Fernando Fernán Gómez (1996)

### Regista e sceneggiatore
- Los jóvenes (1961)
- Tlayucan (1962)
- Tiburoneros (1963)
- Tarahumara, la vergine perduta (Tarahumara (Cada vez más lejos)) (1965)
- El gángster (1965)
- Juego peligroso, co-regia di Arturo Ripstein (1967)
- La puerta y la mujer del carnicero, co-regia di Ismael Rodríguez e Chano Urueta (1969) (segmento "La puerta")
- El oficio mas antiguo del mundo (1970)
- Paraíso (1970)
- Mecánica nacional (1972)
- Presagio (1974)
- El muro del silencio (1974)
- Fe, esperanza y caridad, co-regia di Alberto Bojórquez e Jorge Fons (1974) (segmento "Esperanza")
- Las fuerzas vivas (1975)
- Semana santa en Acapulco (1981)
- Tac-tac (1982)
- El amor es un juego extraño (1983)
- Terror y encajes negros (1985)
- Lo que importa es vivir (1987)
- Día de muertos (1988)
- La sombra del ciprés es alargada (1990)

### Regista
- Amor y sexo (Safo 1963) (1964)
- A paso de cojo (1980)

### Attore
- La torre de los suplicios, regia di Raphael J. Sevilla (1941)
- La vírgen morena, regia di Gabriel Soria (1942)
- Il forzato di Tolone (Los miserables), regia di Fernando A. Rivero (1943)
- El rayo del sur, regia di Miguel Contreras Torres (1943)
- Il poverello d'Assisi (San Francisco de Asís), regia di Alberto Gout (1944)
- Naná, regia di Roberto Gavaldón, Celestino Gorostiza (1944)
- Rosa de las nieves, regia di Vicente Oroná (1944)
- Sierra Morena, regia di Francisco Elías (1945)
- El capitán Malacara, regia di Carlos Orellana (1945)
- Maria di Magdala (María Magdalena, pecadora de Magdala), regia di Miguel Contreras Torres (1946)
- Reina de reinas: La Virgen María, regia di Miguel Contreras Torres (1948)
- La casa de la Troya, regia di Carlos Orellana (1948)

## Riconoscimenti
- Premio Ariel[1]
  - 1973 – Miglior regia per Mecánica nacional